# Hermann Bäcker
Hermann Bäcker, pseudonym H. Ewart (22. února 1867, Barmen – 27. dubna 1928, Kolín nad Rýnem), byl německý spisovatel a evangelický kněz.

## Životopis
Hermann Bäcker po studiu evangelické teologie a filologie působil jako farář (1892 až 1894) v Adenau. Od roku 1905 vyučoval na gymnáziu v Elberfeldu. Zajímal se o místní dějiny a psal historické romány a povídky.

## Dílo
- Hohentann, Lipsko 1906 (pod jménem H. Ewart)
- Roemryke Berge oder Harmageddon, Barmen 1908
- Burg a/d. Wupper, Barmen 1914
- Ohm Karl, Barmen 1917